# Tchip tchip
Tchip tchip is de enige single van 'Cash & Carry', die in België de hitparades wist te halen. Cash & Carry was in wezen de Bobby Setter Band onder een andere vlag. Cash & Carry klonk internationaler voor de elektronische popmuziek die de band bracht onder leiding van de Vlaamse muziekproducent Louis Van Rijmenant die voor de gelegenheid onder zijn pseudoniem Terry Rendall op de hoes vermeld staat. Het nummer is afkomstig van hun debuutalbum Cash & Carry.
In 1980 werd het nummer een grote hit voor het Noord-Brabantse amateurorkest De Electronica's als de Vogeltjesdans.

## Hitnotering

### BelgischeBRT Top 30
| Hitnotering: 22-12-1973 t/m 1-3-1974 | Hitnotering: 22-12-1973 t/m 1-3-1974 | Hitnotering: 22-12-1973 t/m 1-3-1974 | Hitnotering: 22-12-1973 t/m 1-3-1974 | Hitnotering: 22-12-1973 t/m 1-3-1974 | Hitnotering: 22-12-1973 t/m 1-3-1974 | Hitnotering: 22-12-1973 t/m 1-3-1974 | Hitnotering: 22-12-1973 t/m 1-3-1974 | Hitnotering: 22-12-1973 t/m 1-3-1974 | Hitnotering: 22-12-1973 t/m 1-3-1974 | Hitnotering: 22-12-1973 t/m 1-3-1974 | Hitnotering: 22-12-1973 t/m 1-3-1974 |
| Week:                                | 1                                    | 2                                    | 3                                    | 4                                    | 5                                    | 6                                    | 7                                    | 8                                    | 9                                    | 10                                   |                                      |
| ------------------------------------ | ------------------------------------ | ------------------------------------ | ------------------------------------ | ------------------------------------ | ------------------------------------ | ------------------------------------ | ------------------------------------ | ------------------------------------ | ------------------------------------ | ------------------------------------ | ------------------------------------ |
| Positie:                             | 16                                   | 6                                    | 7                                    | 8                                    | 10                                   | 10                                   | 11                                   | 18                                   | 25                                   | 30                                   | uit                                  |